# Птелея трилиста
Птеле́я трили́ста, або в'язовик (Ptelea trifoliata L.) — рослина роду птелея родини рутових.
Птелея трилиста зростає в східній частині Північної Америки (від Онтаріо до Флориди і Міннесоти).
Красивий чагарник або невелике деревце, до 6 м висотою з округлою кроною. Молоді пагони опушені, наступного року голі, червоно-бурі, старі гілки темно-бурі. Листя трійчасте, темно-зелене, блискуче, що довго не опадають восени. Квітки дрібні, до одного сантиметра, зеленувато-білі, з неприємним запахом, в щиткоподібних суцвіттях до восьми сантиметрів в поперечнику. Плоди — крилатки, схожі на плоди в'яза, за що цей вид і отримав одну з своїх назв, нерідко майже всю зиму зберігаються на гілках. При розтиранні плоди пахнуть хмелем.
Найпоширеніші декоративні форми:
- пірамідальна (f. fastigiata);
- золотиста (f. aurea);
- пятилистна (f. pentaphylla);
- пухнаста (f. pubescens) — з опушеними листочками. На жаль, ці форми не дуже витривалі і страждають від зимових морозів.

Досить морозостійка, невимоглива до ґрунту, може переносити невелику засоленість. Посухостійка і мириться з умовами міста.
На півдні віддає перевагу легкому затінюванню. В більш північних районах бажана сонячна тепла ділянка.
Використовується в одиночних і групових посадках, як підлісок під деревами з ажурною кроною. Свіже листя і молоду кору використовують у медицині, плоди — в пивоварінні як замінники хмелю.